# Снеговая гроза

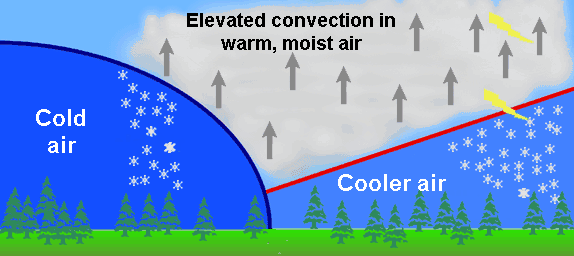
Схема формирования снеговой грозы.

Сне́жная гроза́ (также снеговая гроза) — редкое метеорологическое явление — гроза, при которой вместо ливневого дождя выпадает ливневой снег, ледяной дождь или ледяная крупа.
Термин используется в основном в научно-популярной и зарубежной литературе (англ. thundersnow). В профессиональной российской метеорологии данного термина нет: в таких случаях отмечается одновременно гроза и ливневый снег.
Случаи зимних гроз отмечаются в старинных русских летописях: грозы зимой в 1383 году (был «гром страшен очень и вихрь силен вельми»), в 1396 году (в Москве 25 декабря «…был гром, а туча от полуденной страны»), в 1447 году (в Новгороде 13 ноября «…в полночь страшный гром и молния велико зело»), в 1491 году (во Пскове 2 января слышали гром).